# لي ستيل
لي ستيل (بالإنجليزية: Lee Steele) (2 ديسمبر 1973 في المملكة المتحدة - ) هو لاعب كرة قدم بريطاني في مركز الهجوم. لعب مع أكسفورد يونايتد وبرايتون أند هوف ألبيون وشروزبري تاون ونادي ليتون أورينت ونادي تشستر سيتي وNantwich Town F.C. ‏ ونورثويتش فيكتوريا ونادي بارو وBootle F.C. ‏ ونادي ليمنجتون وأكسفورد سيتي.

## وصلات خارجية
- لي ستيل على موقع قاعدة بيانات كرة القدم.إي يو (الإنجليزية)
- لي ستيل على موقع Soccerbase.com (لاعب) (الإنجليزية)